# (5487) 1991 UM4
1991 يو أم 4 (ويعرف أيضًا باسم (5487) 1991 يو أم 4 وفق تسمية الكوكب الصغير) (بالإنجليزية: 1991 UM4)‏ هو كويكب ضمن حزام الكويكبات؛ وترتيبه 5487 من حيث الاكتشاف.
اكتُشف هذا الجُرم الفلكي بواسطة هيروشي كانيدا في 18 أكتوبر 1991.

## وصلات خارجية
- (5487) 1991 UM4 في قاعدة بيانات مختبر الدفع النفاث لأجرام النظام الشمسي الصغيرة

- الاكتشاف · مخطط المدار ·  العناصر المدارية · المعلمات المادية

- (5487) 1991 UM4 على موقع ويكي سكاي: DSS2, SDSS, GALEX, IRAS, Hydrogen α, X-Ray, Astrophoto, Sky Map, Articles and images